# St. John (Dakota del Norte)
St. John es una ciudad ubicada en el condado de Rolette en el estado estadounidense de Dakota del Norte. En el censo de 2010 tenía una población de 341 habitantes y una densidad poblacional de 295,87 personas por km².

## Geografía
St. John se encuentra ubicada en las coordenadas 48°56′38″N 99°42′47″O / 48.94389, -99.71306. Según la Oficina del Censo de los Estados Unidos, St. John tiene una superficie total de 1.15 km², de la cual 1.15 km² corresponden a tierra firme y (0%) 0 km² es agua.

## Demografía
Según el censo de 2010, había 341 personas residiendo en St. John. La densidad de población era de 295,87 hab./km². De los 341 habitantes, St. John estaba compuesto por el 23.17% blancos, el 0.29% eran afroamericanos, el 65.98% eran amerindios, el 1.17% eran asiáticos, el 0% eran isleños del Pacífico, el 0% eran de otras razas y el 9.38% pertenecían a dos o más razas. Del total de la población el 0.88% eran hispanos o latinos de cualquier raza.